# 清野静流
清野 静流（せいの しずる、6月10日 - ）は、日本の漫画家。血液型はA型。『パンチアウト』が第6回BFまんが大賞特選を受賞し、『別冊フレンド』（講談社）1994年3月号に掲載されデビュー。

## 作品リスト
全て講談社から刊行されている。

### 漫画
- 好き好き大好き
- スキスキダーリン
- うそつきな彼女
  - 番外編が『POWER!!』2巻に収録。
- POWER!!（全10巻）
- HEAVEN!!（全3巻）
- まっすぐに純愛（オムニバス）
  - 『純愛特攻隊長!』の読み切り第1弾収録（『純愛特攻隊長!』1巻にも収録されている）。
- 純愛特攻隊長!（2005年 - 2009年、全13巻）
- 純愛特攻隊長!本気（2009年 - 2010年、全4巻）
- 極上スイーツ男子!（アンソロジー）
  - 読み切り作品『プリ*スマ』収録。
- ラブカツ! (全2巻)
- 劇場版 私立バカレア高校
  - 実写映画版を原作とし、漫画化。
- 青春乙女番長!（2013年 - 2014年、全3巻）
  - 別冊フレンド2月号（1月発売）から掲載。増刊号『青春爆走隊長!』の続きで、『純愛特攻隊長!』の続編とも言える。
- 美少年、いただきました（2017年 - 2019年、姉フレンドコミックス、全7巻）
  1. 2018年10月1日発売[2]、『姉フレンド』2017年1号[3] - 4号
    - 巻末投げっぱなしまんが。（描きおろし）

  2. 2018年11月1日発売[4]、『姉フレンド』2017年5号 - 6号、8号 - 9号
    - 巻末投げっぱなしまんが。（描きおろし）

  3. 2019年1月1日発売[5]、『姉フレンド』2017年10号- 11号、2018年15号 - 16号
    - 巻末投げっぱなしまんが。〜とある日常の一幕〜（描きおろし）

  4. 2019年2月1日発売[6]、『姉フレンド』2018年17号、19号 - 21号
    - 巻末投げっぱなしまんが。〜お蔵入りネタ編〜（描きおろし）

  5. 2019年7月1日発売[7]、『姉フレンド』2018年22号 - 23号、25号 - 26号
    - 巻末投げっぱなしまんが。〜おにいさん（?）といっしょ〜（描きおろし）

  6. 2019年9月1日発売[8]、『姉フレンド』2019年28号、30号 - 32号
    - 巻末投げっぱなしまんが。〜23.5話〜（描きおろし）

  7. 2020年1月1日発売[9]、『姉フレンド』2019年33号、35号 - 37号[10]
    - 巻末投げっぱなしまんが。〜おたわむれでゴー☆〜（描きおろし）
- 吸血鬼を飼うことになりまして（2020年 - 2022年、全3巻）
  1. 2021年1月13日発売[11][12]、『Palcy』2020年8月8日配信分 - 12月配信分、ISBN 978-4-06-521894-5
    - 蔵前家の日常（描きおろし）

  2. 2021年6月11日発売[13]、『Palcy』2021年1月9日配信分 - 5月22日配信分、ISBN 978-4-06-523600-0
  3. 2022年11月11日発売[14]、『Palcy』2021年6月19日配信分 - 2022年7月9日配信分、ISBN 978-4-06-526141-5
- 茉莉花さまは××を知りたい（2023年2月3日発売[15]、電子書籍のみ、ナンバーナイン）

### イラスト
- こちら妖怪新聞社! （藤木稟の児童文学作品）